# Altamira Uno, Mapastepec
Altamira Uno är en ort i Mexiko.   Den ligger i kommunen Mapastepec och delstaten Chiapas, i den sydöstra delen av landet, 800 km sydost om huvudstaden Mexico City. Altamira Uno ligger 122 meter över havet och antalet invånare är 239.
Terrängen runt Altamira Uno är varierad. Runt Altamira Uno är det ganska tätbefolkat, med 62 invånare per kvadratkilometer. Närmaste större samhälle är Mapastepec, 9,0 km väster om Altamira Uno. Omgivningarna runt Altamira Uno är en mosaik av jordbruksmark och naturlig växtlighet.